# Пургин, Кузьма Степанович
Кузьма Степанович Пургин (29 октября 1903 — 12 октября 1944) — сержант-связист, Герой Советского Союза.

## Биография
Родился в крестьянской семье в селе Троицкое (ныне Свердловской области). Трудовую деятельность начал в родном селе, затем работал на железной дороге, был бригадиром пути на станции Богданович.
В действующей армии с 1942 года. С августа 1942 года воевал на Воронежском, затем на Степном фронтах.
Сержант К. Пургин одним из первых в полку при форсировании Днепра в ходе Нижнеднепровской операции советских войск 26 сентября 1943 года переправился через реку Днепр у села Бородаевка Верхнеднепровского района Днепропетровской области Украины и под сильным огнём гитлеровцев установил телефонную связь с артиллерийской батареей на захваченном плацдарме. Оставался там и, при необходимости устраняя повреждения на линии, лично участвовал в отражении яростных контратак фашистов.
7 октября 1943 года в бою у села Погребная сержант Пургин К. С. сумел наладить бесперебойную связь при смене огневых позиций подразделений своего 1848-го истребительно-противотанкового артиллерийского полка.
Указом Президиума Верховного Совета СССР от 26 октября 1943 года за образцовое выполнение боевых заданий командования на фронте и проявленные при этом мужество и героизм сержанту Пургину Кузьме Степановичу было присвоено звание Героя Советского Союза (медаль № 1395).
Герой-связист продолжал боевые действия против врага по освобождению Украины, а затем на территории Румынии.
12 октября 1944 года он погиб в бою за столицу Трансильвании румынский город Клуж. Похоронен К. Пургин был в деревне Влаха.

## Награды
- Медаль «Золотая Звезда»;
- орден Ленина;
- медали.

## Память
- Именем К. Пургина была названа улица в городе Богданович Свердловской области.
- В память о Герое Советского Союза К. Пургине на здании железнодорожной станции Богданович Свердловской железной дороги установлена мемориальная доска.